# El Aguacate, Álamo Temapache
El Aguacate är en ort i Mexiko.   Den ligger i kommunen Álamo Temapache och delstaten Veracruz, i den sydöstra delen av landet, 220 km nordost om huvudstaden Mexico City. El Aguacate ligger 24 meter över havet och antalet invånare är 184.
Terrängen runt El Aguacate är platt. Runt El Aguacate är det ganska tätbefolkat, med 65 invånare per kvadratkilometer. Närmaste större samhälle är Temapache, 17,6 km norr om El Aguacate. Trakten runt El Aguacate består till största delen av jordbruksmark.